# Nadejda Sokhànskaia
Nadejda Stepànovna Sokhànskaia (rus: Надежда Степановна Соханская) (1 de març [C.J. 17 de febrer] de 1823, segons altres fonts 1825, khútor de Vessili, uiezd de Korotxanski, gubèrnia de Kursk-15 de desembre [C.J. 3 de desembre] de 1884), també coneguda pel seu pseudònim literari Kokhanóvskaia (rus: Кохановская), fou una escriptora de contes curts i autobiògrafa russa que escrigué sobre Ucraïna.

## Biografia
El seu pare era un capità de l'exèrcit que va morir quan ella era petita. Va assistir a un col·legi internat des dels onze als disset anys, i fou una alumna distingida. Quan va tornar a casa es va trobar que la seva família era a la misèria. No va aconseguir trobar feina d'acord amb les seves ambicions i només la religió li proporcionava esperança.
Sokhànskaia encara llegia i escrivia contes curts, que presentava de cara a ser publicats. Va enviar còpies al crític literari Piotr Pletniov, que havia editat la revista El Contemporani. Ell li va aconsellar d'escriure sobre la seva pròpia vida. Això li va servir per millorar l'estil, i durant la dècada del 1850 va publicar moltes històries sobre la vida local. Aquestes històries estaven ambientades en l'àrea en la qual vivia a Ucraïna, i incloïen la cultura i història local. Va continuar escrivint tota la vida, i la seva Autobiografia va ser publicada el 1896 després de la seva mort a la Gubèrnia de Khàrkov el 1884.